# Chirnogeni
Chirnogeni est une commune du județ de Constanța en Roumanie.